# Фоссо
Фоссо (итал. Fossò) — коммуна в Италии, располагается в провинции Венеция области Венеция.
Население составляет 6582 человека (2008 г.), плотность населения составляет 658 чел./км². Занимает площадь 10 км². Почтовый индекс — 30030. Телефонный код — 041.
Покровителем коммуны почитается святой апостол и евангелист Лука, празднование 24 августа.

## Демография
Динамика населения:

## Администрация коммуны
- Официальный сайт: http://www.comune.fosso.ve.it/